# Џеси Вентура
Џејмс Џорџ Јанош (енгл. James George Janos; рођен 15. јула 1951. у Минеаполису, Минесота), познат као 
Џеси Вентура (енгл. Jesse Ventura), амерички је професионални рвач, политичар и филмски и ТВ глумац.
Поред рвања, Вентура је наставио своју каријеру али у глуми, појављујући се у филмовима као што су Предатор и Тркач (оба 1987), поред многих.
Вентура је ушао у политику 1991. године када је изабран за градоначелника Бруклин Парка у Минесоти, на тој функцији до 1995. године. Био је кандидат Реформске партије на изборима за гувернера Минесоте 1998. године, водио је нискобуџетну кампању која се фокусирала на напоре грађана и необичне рекламе које су грађане позивале да „не гласају за политику као и обично“. Као резултат тога, Вентура је победио демократске и републиканске кандидате. Усред унутрашњих борби за контролу над партијом, Вентура је дао оставку из Реформске партије годину дана након што је преузео дужност и служио је у „Партији независности Минесоте“ до краја своје администрације. Откако је преузео јавну функцију, Вентура је себе описао као „државника“, а не као политичара.